# Mekorot

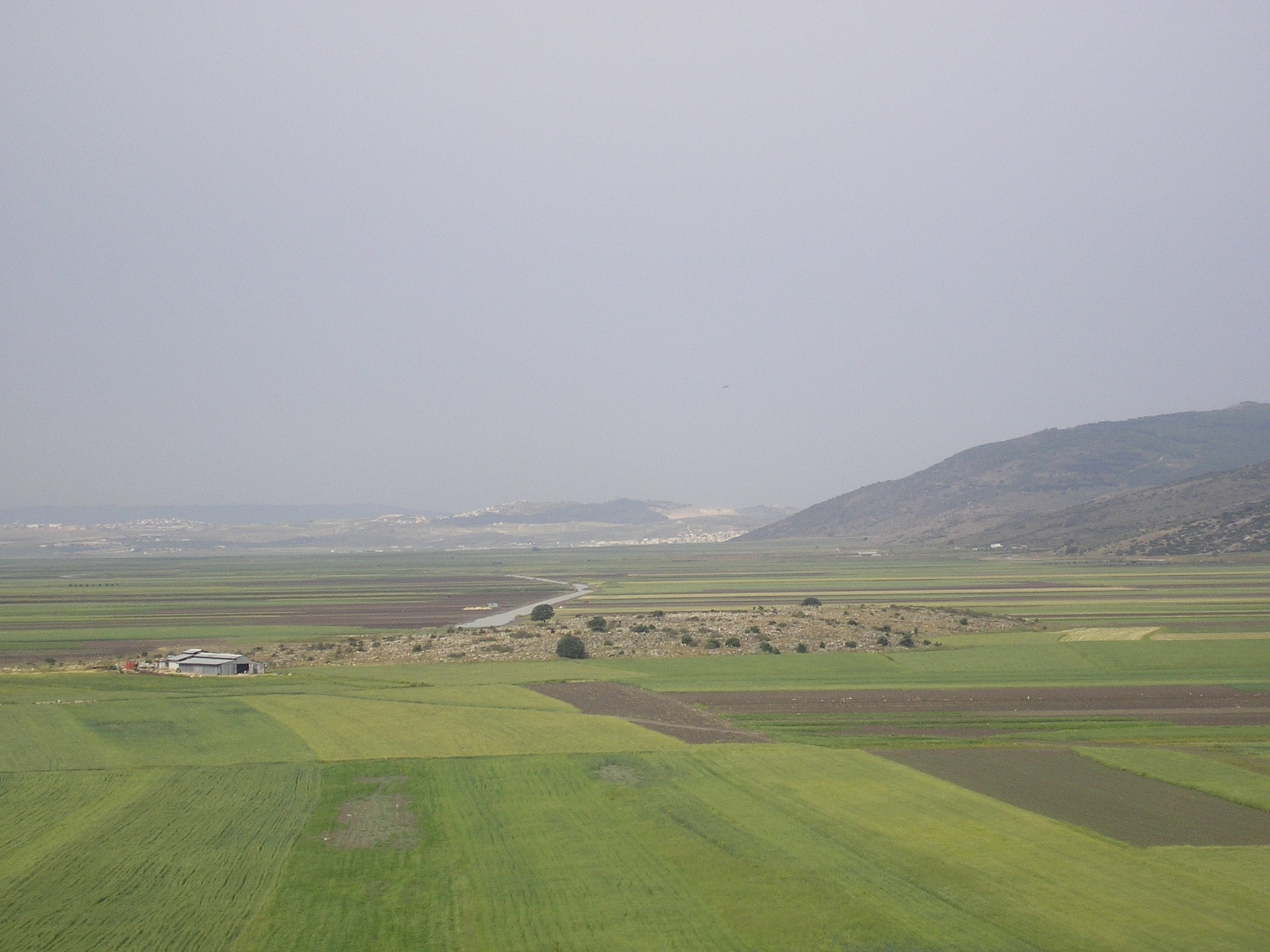
Národní rozvaděč vody v údolí Bejt Netofa

Mekorot (hebrejsky: מקורות, Prameny) je státní vodárenská společnost v Izraeli založená roku 1937.

## Dějiny
Vznik podniku byl klíčový pro rozvoj židovského osidlování tehdejší mandátní Palestiny. Již v roce 1938 byl dokončen první významnější vodohospodářský projekt v oblasti povodí řeky Kišon. Od roku 1943 se podnik zaměřoval na využití objevu hloubkových zdrojů vody v jinak suché oblasti Negevské pouště, kde se díky tomu mohlo začít vytvářet židovské osídlení. Roku 1944 následovalo napojení židovských vesnic v Bejtše'anském údolí na vodovodní systém. Během první arabsko-izraelské války v roce 1948 se zaměstnanci Mekorotu podíleli na pokládce provizorního vodovodního řadu do obleženého Jeruzaléma, podél takzvané Barmské cesty.
Po vzniku státu Izrael se objem inženýrských prací spojených se zajišťováním zásobování vodou rozšířil. Roku 1953 bylo zprovozněno trvalé vodovodní napojení Jeruzaléma, roku 1954 vyrostla vodní nádrž Ma'agar Tekuma (מאגר תקומה) a následujícího roku byl dokončen velký projekt propojující řeku Jarkon a severní část pouště Negev. Roku 1958 bylo dokončeno nové vodovodní zásobování metropolitní oblasti Tel Avivu. Největší investicí ale byl Národní rozvaděč vody, dokončený roku 1964, který převádí umělým korytem a potrubím vody Galilejského jezera do centerálních a jižních částí státu. Rok 1969 přinesl zprovoznění čistírny odpadních vod Šafdan v centrální části země. Zároveň začalo vrtání studní na Golanských výšinách. Roku 1979 bylo posíleno potrubí do Jeruzaléma. Roku 1984 se otevřela čistírna odpadních vod Kišon, která poskytuje užitkovou vodu pro potřeby zemědělského sektoru na severu státu. Roku 1989 byla otevřena nová vodovodní linie do pouště Negev, rok 1994 přinesl další posílení vodního systému pro Jeruzalém. Od 90. let 20. století se rozvíjí i technologie odsolování mořské vody. V roce 2007 prošla rekonstrukcí umělá vodní nádrž a úpravna vod Ma'agar Bejt Netofa na Národním rozvadeči vody.

## Profil podniku
Podle údajů z roku 2006 zaměstnávala společnost 2150 lidí. Ročně produkovala 1,5 miliard kubických metrů vody (70 % celostátní spotřeby). Majetkově jde o podnik 100% vlastněný státem. Délka potrubí spravovaných Mekorotem dosahovala 10 500 kilometrů. Podnik provozoval 8 kontrolních středisek, 3000 výrobních a zásobovacích zařízení, 31 odsolovacích továren, 8 čistíren odpadních vod, 659 čerpacích stanic, 1042 studní a 91 vodních nádrží. S Mekorotem je propojena projekční a inženýrská společnost Tahal.